# Чхужи Гангдруг

Флаг Чхужи Гангдруг

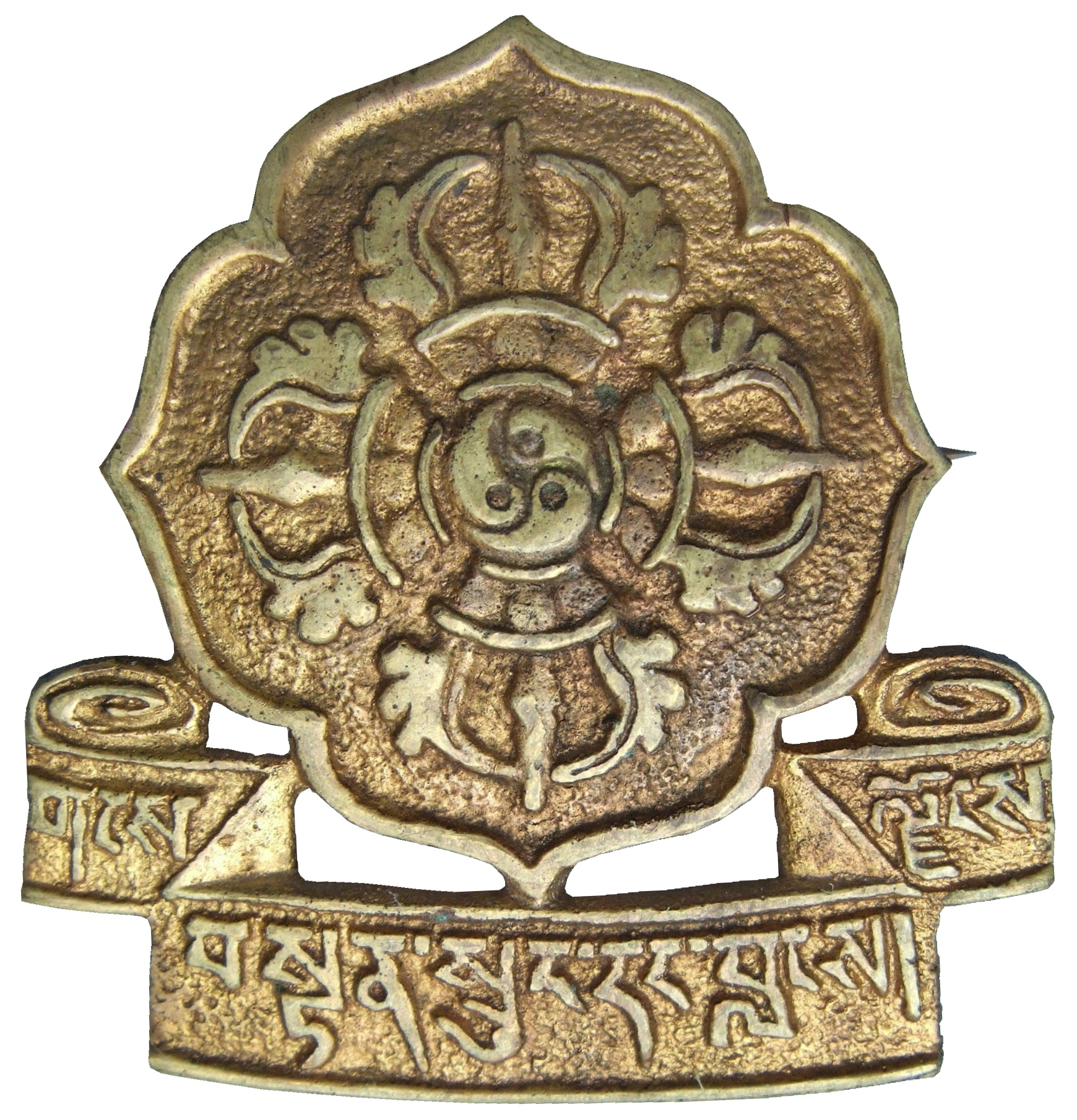
Знак «тибетских добровольцев защиты веры», надпись на тибетском gangs ljongs bstan srung dang blangs

Чуши Гандруг (тиб. ཆུ་བཞི་སྒང་དྲུག་, Вайли Chu bzhi sgang drug, «четыре реки, шесть горных цепей», полное название: тиб. མདོ་སྟོད་ཆུ་བཞི་སྒང་དྲུག་བོད་ཀྱི་བསྟན་སྲུང་དང་བླངས་དམག་, Вайли mdo stod chu bzhi sgang drug bod kyi bstan srung dang blangs dmag, «четыре реки Кам, шесть цепей тибетских защитников веры добровольческой армии») — бывшая организация Тибетской партизанской войны, боровшаяся с властью Китайской Народной Республики в Тибете. Благотворительная организация Докхам Чхущи Гангдруг, созданная в Нью-Йорке и Индии с местными отделениями в других странах, поддерживала сопротивление Чуши Гангдруг, находясь в Индии.

## Название
Чуши Гангдруг «четыре реки, шесть горных цепей» — это название традиционно относится к восточной тибетской области Кам, где расположены ущелья рек Салуин (Tib. Ngul-chu), Меконг (Da-chu), Янцзы (Dri-chu) и Ялунцзян (Dza-chu), которые выходят из Тибетского плато и проходят между шестью параллельными грядами гор, которые образуют водоразделы этих рек.

## История
О начале формировании организации было объявлено 16 июня 1958 года. Территориально она расположилась в областях Кам и Амдо. В состав организации входили тибетцы из регионов восточного Тибета, и её главной целью было выставить оккупационные силы КНР из Тибета. В то время как центральный и западный Тибет (У-Цанг) были связаны соглашением из 17 пунктов с КНР, последняя инициировала земельную реформу в восточном Тибете (включая Амдо и Кам) и участвовала в суровых репрессиях в отношении тибетских землевладельцев.
Под руководством генерала Андрука Гонпо Таши, Чуши Гангдруг включала 37 союзнических сил и 18 военных командиров. Они разработали проект военного закона из 27 пунктов, регулирующий поведение добровольцев. Их штаб-квартира расположилась в Цоне, а позже переместилась в Лхагьяри.
Изначально оружие приобреталось собственными силами, главным образом это было оружие эпохи Второй мировой войны: британские винтовки калибра .303 in, немецкие 7,92 мм и русские 7,62 мм. Чуши Гангдруг связались с правительством США для получения поддержки. Тем не менее, государственный департамент требовал официального запроса от Тибетского правительства в Лхасе, которого не последовало. Просьбы к государственному департаменту осуществлялись в 1957 и 1958 годах и были игнорированы.
В конце концов, Центральное разведывательное управление США предоставило материальную помощь и помощь в виде оружия и боеприпасов, а также обучение членов Чуши Гангдруг и других тибетских партизанских групп в Кэмп Хейл. Чуши Гангдруг также получила помощь от правительства Китайской Республики на Тайване, возглавляемого Чаном Кайши.
С 1960 года Чуши Гангдруг проводила свои партизанские операции из северного непальского региона Мустанг. В 1974 году партизанские операции прекратились после того, как ЦРУ, учитывая изменение китайско-американских отношений, инициированных президентом Ричардом Никсоном, прекратила свою программу помощи тибетского движения сопротивления и Далай-ламе, записав на плёнку сообщение о призвании тибетцам сложить оружие и сдаться мирно.
Специальные пограничные силы (SFF)
В начале 1960-х годов Индия сформировала секретное подразделение из тибетских эмигрантов, бывших участников Chushi Gandruk, имеющих опыт боевых действий в высокогорье. Отряд насчитывает от 3 до 5 тыс. бойцов и базируется в г. Чакрата.